# Scopula simplaria
Scopula simplaria är en fjärilsart som beskrevs av Freyer 1852. Scopula simplaria ingår i släktet Scopula och familjen mätare. Inga underarter finns listade.